# Zbigniew Ihnatowicz

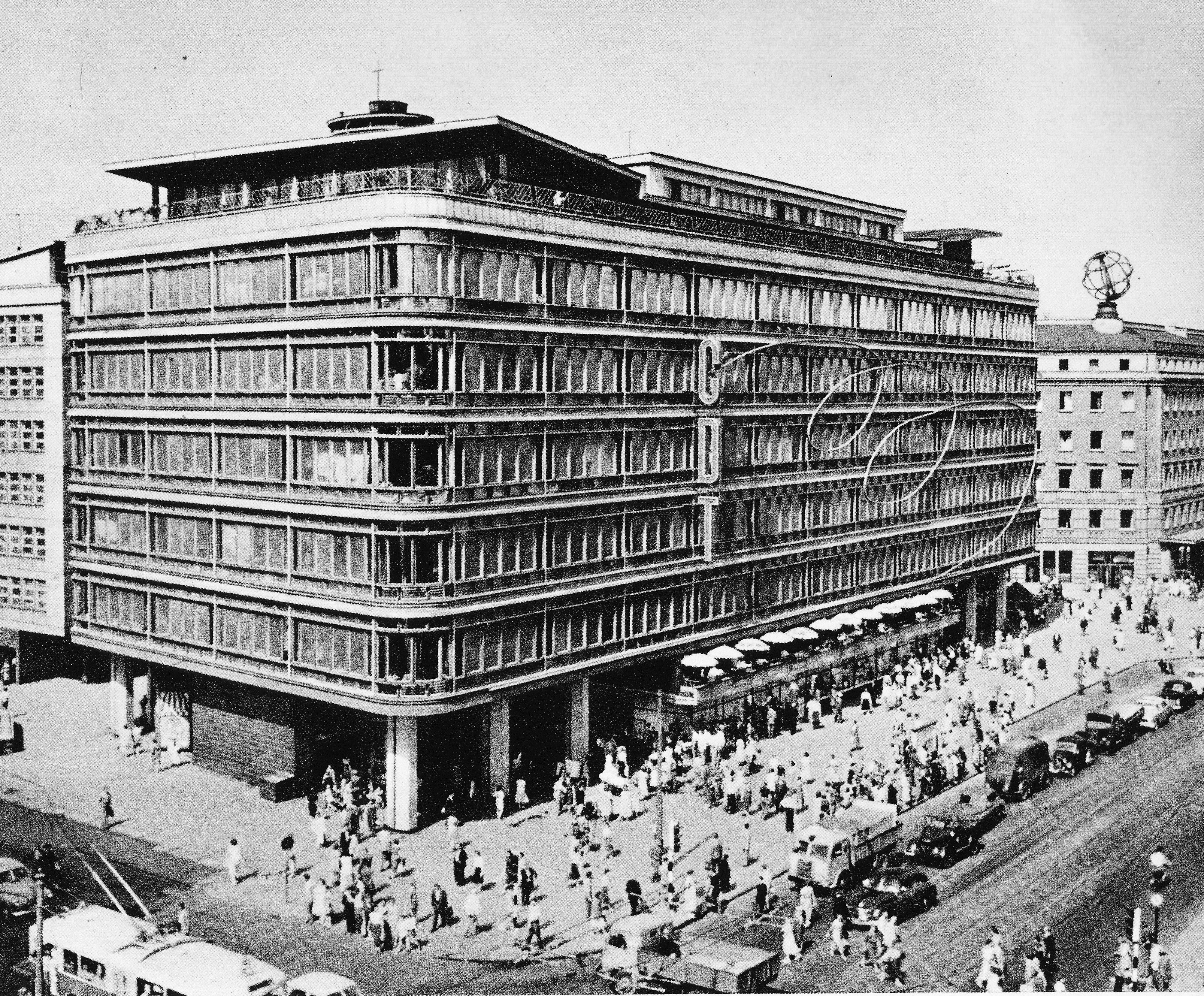
Centralny Dom Towarowy (1966)

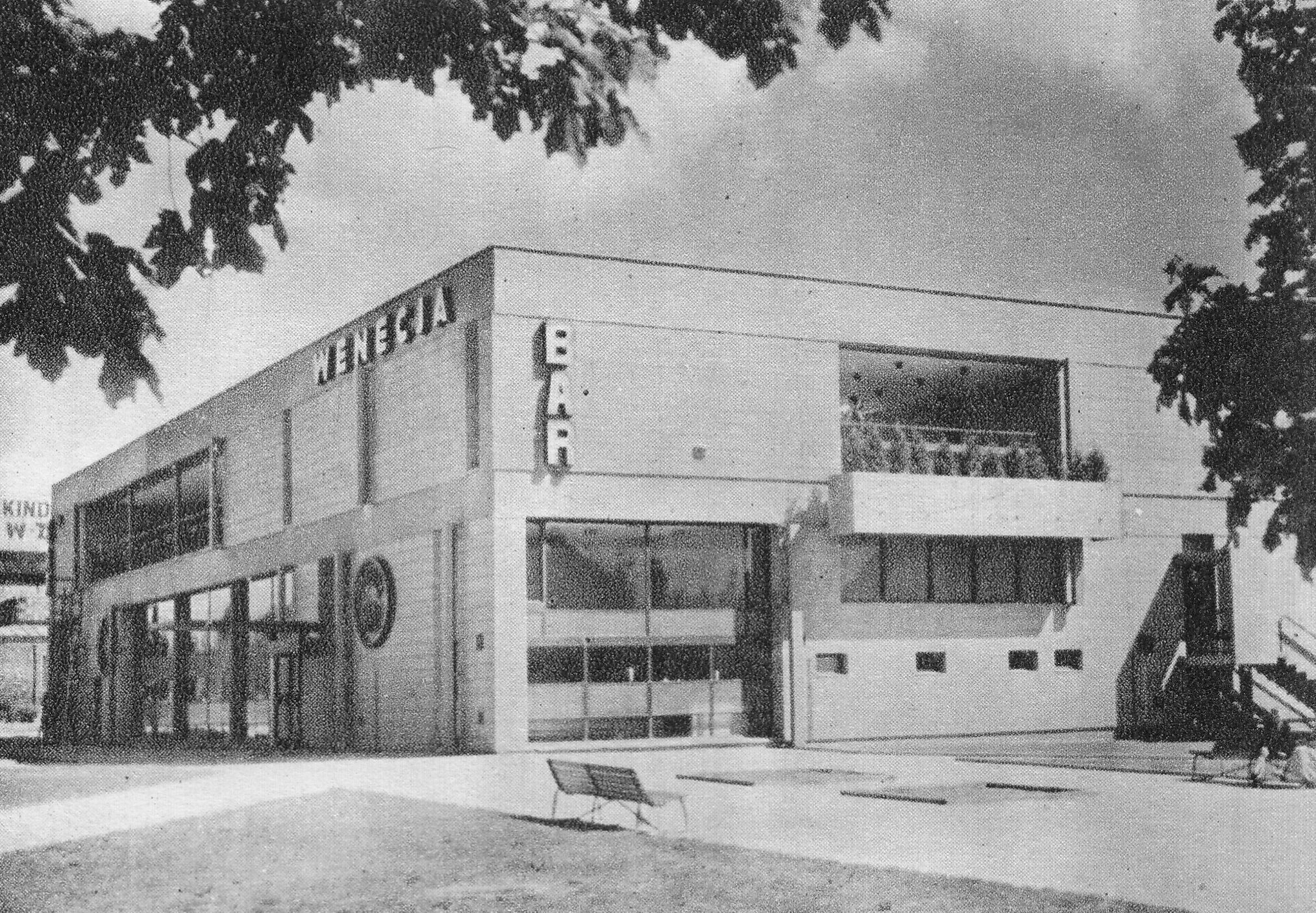
Bar Wenecja (1958–1961)

Zbigniew Marian Ihnatowicz (ur. 20 lipca 1906 w Postawach, zm. 5 sierpnia 1995 w Warszawie) – polski architekt i urbanista, przedstawiciel modernizmu, nauczyciel akademicki; członek Stowarzyszenia Architektów Polskiej (1934) i Towarzystwa Urbanistów Polskich (1937), współtwórca Zakładów Artystyczno-Badawczych (1954), profesor Akademii Sztuk Pięknych w Warszawie (1973), profesor Politechniki Białostockiej; sędzia kolegialny Międzynarodowej Unii Architektów (UIA); jeden z najwybitniejszych architektów doby modernizmu w Polsce.

## Życiorys
Syn Walentego. Ukończył Gimnazjum im. Króla Zygmunta Augusta w Wilnie, a następnie podjął studia na Wydziale Architektury Politechniki Warszawskiej. Tytuł inżyniera architekta uzyskał w 1933 roku. Po studiach prowadził działalność projektową w pracowniach Kazimierza Skórewicza i Juliusza Żórawskiego (do 1934 roku). Pracował również w Biurze Planu Regionalnego Warszawy (1934–1939).
W czasie II wojny światowej przebywał w niemieckim obozie jenieckim Oflag VII A Murnau. Brał tam udział w międzynarodowym konkursie jenieckim na domy mieszkalne.
Po uwolnieniu z obozu krótko pracował we Frankfurcie nad Menem, potem wyjechał do Paryża, gdzie podjął pracę w atelier Pierre Jeannereta. W 1946 roku wrócił do polski i został projektantem w Głównym Urzędzie Planowania Przestrzennego (1946–1949) oraz jako główny architekt w biurach projektowych: Centralnym Biurze Studiów i Projektów Typowych Budownictwa Przemysłowego, w latach 1951–1964 w Biurze Projektów Budownictwa Przemysłu Chemicznego „Prochem” (dawne Biuro Projektów Budownictwa Przemysłowego). Razem z Jerzym Sołtanem kierował Zakładami Artystyczno-Badawczymi działającymi przy warszawskiej Akademii Sztuk Pięknych. Zajmował się również działalnością dydaktyczną. Od 1958 roku był zastępcą profesora na wydziale Architektury Wnętrz, w 1962 został docentem etatowym a w 1973 profesorem ASP. Wykładał również na Wydziale Architektury Politechniki Białostockiej. W 1967 roku był wizytującym profesorem na Uniwersytecie Lavala w Quebecu. Po przejściu w 1976 roku na emeryturę, do 1982 roku wykładał jeszcze na Politechnice Białostockiej, działając także w Zakładach Artystyczno-Badawczych.
Do najważniejszych realizacji architektonicznych Ihnatowicza należą:
- domy mieszkalne w Postawach i Cieleśnicy (1929);
- Dom Polski w Pojana Mikului (Rumunia, 1937);
- Centralny Dom Towarowy w Warszawie (J. Romański, 1948–1951);
- Ośrodek Sportowy Warszawianka (J. Sołtan, W. Gessler, W. Wittek, 1956–1962);
- pawilon gastronomiczny „Wenecja” w Warszawie (J. Sołtan, A. Szczepiński, V. Damięcka, 1958–1961);
- wnętrza dworca kolejowego Warszawa Śródmieście (J. Sołtan, A. Romanowicz, P. Szymaniak, W. Gessler, A. Szczepiński, 1963);
- Powszechny Dom Towarowy „Dukat” w Olsztynie (Jerzy Sołtan, Stanisław Brejowski, Wojciech Fangor, 1962);
- pawilony wystawowe na międzynarodowych targach, m.in. w Nowym Jorku, Helsinkach, Budapeszcie i Damaszku (1958–1968).

W 1934 roku otrzymał status członka zwyczajnego Stowarzyszenia Architektów Polskich. Przewodniczył Prezydium Kolegium Sędziów Konkursowych SARP i zasiadał w radzie SARP. Ponadto był członkiem Towarzystwa Urbanistów Polskich (1937–1956) oraz Rady Naukowej Instytutu Wzornictwa Przemysłowego (1953–1954) i Komisji Urbanistyczno-Architektonicznej przy Naczelnym Architekcie Warszawy (1957–1959). 
Artykuły oraz reprodukcje projektów Ihnatowicza ukazywały się zarówno w publikacjach polskich, jak i zagranicznych.
Realizacje architekta, szczególnie te, które powstały w pracowni Sołtana, uważa się za obiekty wyprzedzające swoją epokę. Projekty Ihnatowicza charakteryzowała zawsze dbałość o odpowiednie zintegrowanie budynków z otoczeniem oraz troska o nadanie im właściwego wyrazu artystycznego. Jego realizacje zajmują ważne miejsce w historii polskiej myśli architektonicznej.
Zmarł w Warszawie, spoczywa na cmentarzu Powązkowskim (kwatera 274-5-20,21).

## Ordery i odznaczenia
- Krzyż Oficerski Orderu Odrodzenia Polski (1964)
- Srebrny Krzyż Zasługi (22 kwietnia 1953)[3]
- Medal 30-lecia Polski Ludowej (1974)
- Złota Odznaka SARP (1964)

Źródło:.

## Nagrody
- Nagroda Państwowa II stopnia (zespołowa) za twórczy wkład w dziedzinie architektury przemysłowej, a w szczególności za wybitne osiągnięcia w projektowaniu i realizacji Zakładów Naprawczych PKP w Mińsku Mazowieckim (1955)[7]
- Nagroda II stopnia Ministra Budownictwa i Przemysłu Materiałów Budowlanych (zespołowa) za wnętrza dworca Warszawa Śródmieście i zespół PDT „Dukat” w Olsztynie (1965)[4]
- Honorowa Nagroda SARP (1969)[1]